# Casa de La Marck
A Casa de La Marck (em francês: Maison de La Marck; em alemão: Haus von der Mark) foi uma importante família nobre europeia, de origem alemã de linhagem da Casa de Berg, com origem no século XIII, que deteve o título de Conde de Cleves e, depois o de Duque de Cleves.

## Condes de Mark
- Adolfo I (c. 1182–1249)
- Engelberto I (morte a 1277)
- Engelberto II (1275–1328)
- Adolfo II (morte a 1347)
- Engelberto III (1333–1391)
- Adolfo III (1334-1394)

## Duques de Cleves e Jülich-Cleves-Berg

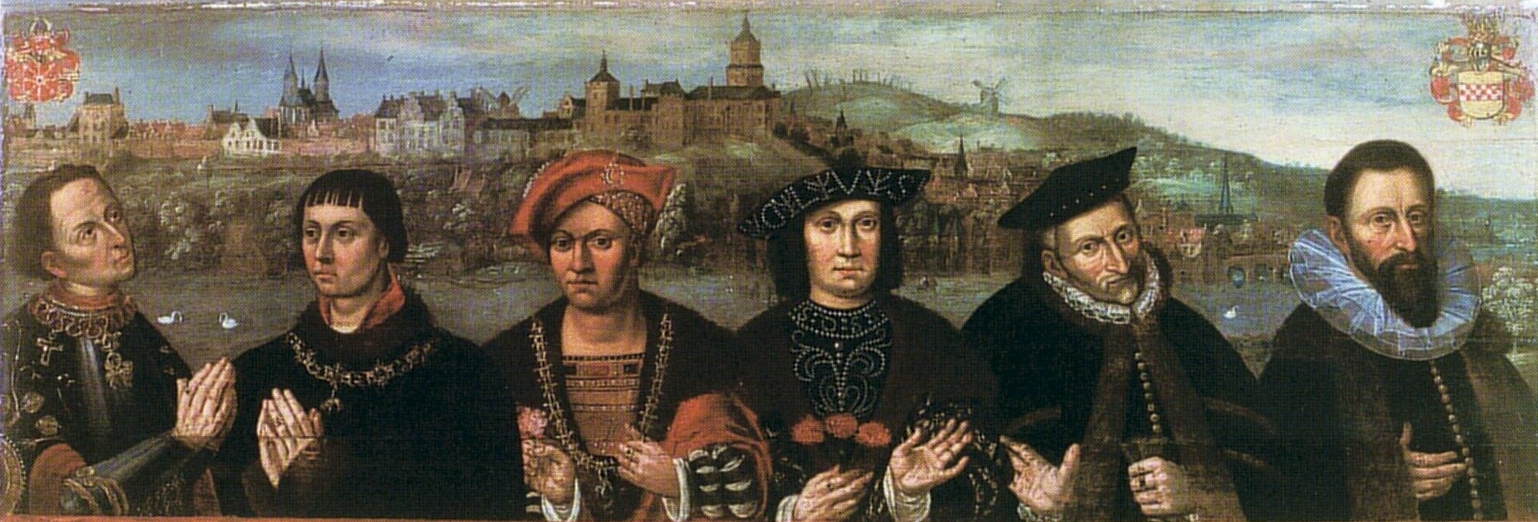
Os seis duques de Cleves: Adolfo I, João I, João II, João III, Guilherme, o Rico, e João Guilherme (da esquerda para a direita); obra de pintor desconhecido do século XVII

- Adolfo III (1334-1394)
- Adolfo I (1373-1448)
- João I (1419-1481)
- João II (1458-1521), o Clemente
- João III (1490-1539), o Pacífico
- Guilherme I (1516-1592), o Rico
- João Guilherme (1562-1609)

## Outros membros
- Ana de Cleves, Rainha de Inglaterra
- Sibila de Cleves
- Maria Leonor de Cleves